# Paavo Rantanen

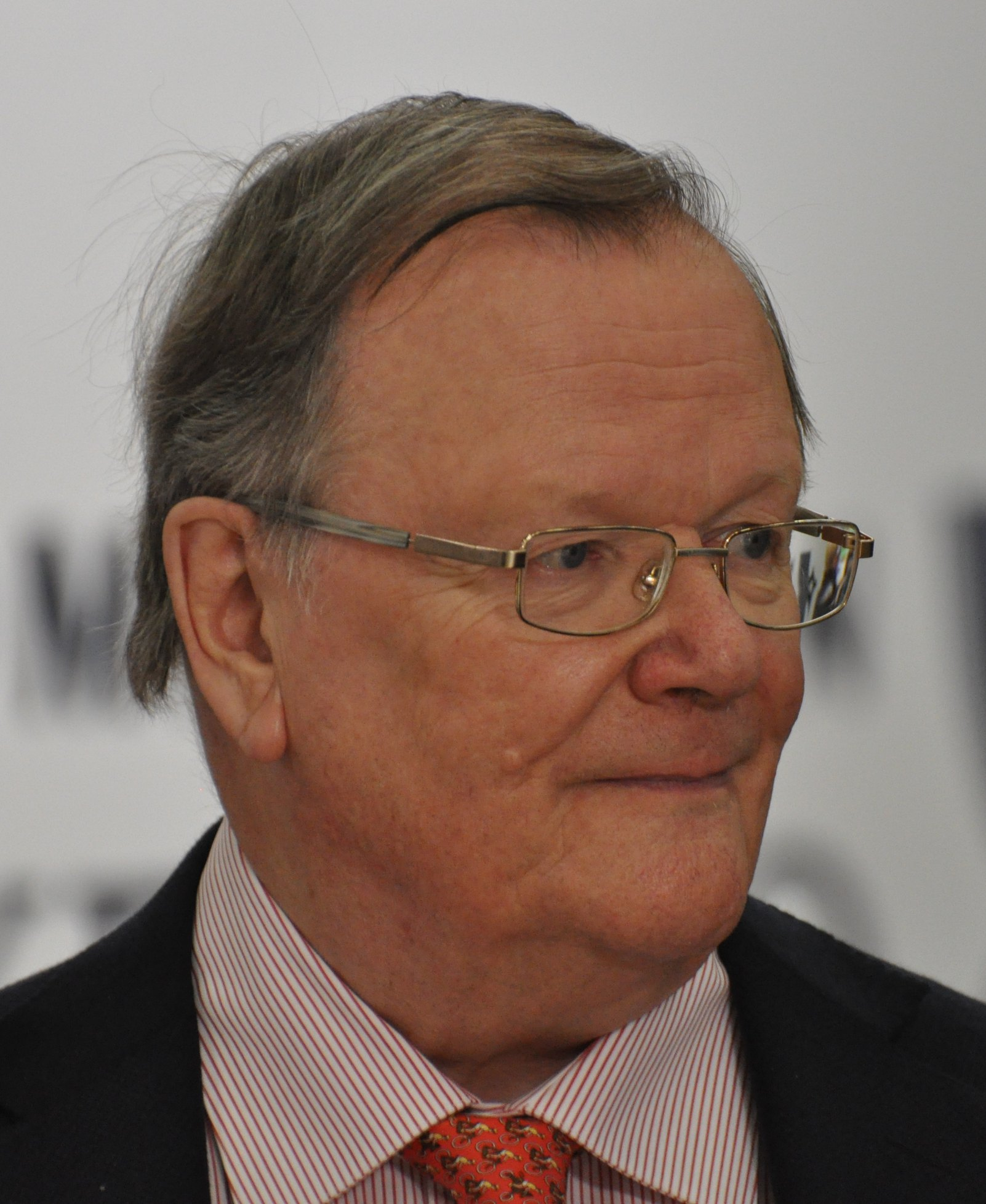
Paavo Rantanen (2012)

Paavo Ilmari Rantanen (* 28. Februar 1934 in Jyväskylä) ist ein finnischer Diplomat, der unter anderem zwischen 1986 und 1988 Botschafter in den Vereinigten Staaten sowie 1995 im Kabinett Aho für siebzig Tage Außenminister war.

## Leben
Paavo Ilmari Rantanen trat 1958 in den diplomatischen Dienst und fand in der Folgezeit zahlreiche Verwendungen im Außenministerium sowie an Auslandsvertretungen und befasste sich unter anderem mit Fragen der europäischen Integrationspolitik. Nach einer Tätigkeit an der Botschaft in Belgien wechselte er 1971 in die Handelsabteilung des Außenministeriums und wurde 1976 Leiter dieser Abteilung, ehe er 1979 im Außenministerium den Posten als Unterstaatssekretär für Handelspolitik übernahm.
Im Anschluss war er als Nachfolger von Paavo Kaarlehto zwischen 1981 und seiner Ablösung durch Olli Mennander 1986 als Botschafter Leiter der Ständige Vertretung bei den Vereinten Nationen in Genf. Am 11. März 1986 übernahm er als Nachfolger von Richard Müller den Posten als Botschafter in den Vereinigten Staaten und bekleidete dieses Amt bis zum 9. November 1988, woraufhin Jukka Valtasaari ihn ablöste. Nach seinem Ausscheiden aus dem diplomatischen Dienst wurde er 1988 Vorstandsmitglied des multinationalen Telekommunikations- und Informationstechnologiekonzern Nokia und war für handelspolitische Angelegenheiten innerhalb des Konzerns zuständig.
Aufgrund des krankheitsbedingten Rücktritts von Heikki Haavisto von der Zentrumspartei KESK (Suomen Keskusta) übernahm der parteilose Rantanen am 3. Februar 1995 im Kabinett Aho den Posten des Außenministers (Ulkoasiainministeri) und bekleidete dieses Amt siebzig Tage lang bis zum 13. April 1995. Kurz zuvor war Finnland am 1. Januar 1995 als Mitglied der Europäischen Union beigetreten, woraufhin er zehn Tage nach seinem Amtsantritt dem Parlament die Darstellung der finnischen EU-Politik vor.

## Veröffentlichungen
- Talviministeri. Diplomatian näyttämöltä politiikan parrasvaloihin, Gummerus, Jyväskylä, Helsinki 2000, ISBN 951-20-5741-7
- Vaikea tie rauhaan. Suomi Saksan, Ruotsin ja Neuvostoliiton puristuksessa 1944, Atena, Jyväskylä 2010, ISBN 978-951-796-666-5
- Suomi kaltevalla pinnalla. Välirauhasta jatkosotaan, Atena, Jyväskylä 2012, ISBN 978-951-796-851-5
- Itärintamalta ei mitään uutta. Asemasodasta välirauhaan, Atena, Jyväskylä 2015 ISBN 978-952-300-162-6
- Yöpakkaset 1958. Hyppy suomettumiseen, Atena, Jyväskylä 2019, ISBN 978-952-300-546-4